# Saint-Igny-de-Vers
Saint-Igny-de-Vers település Franciaországban, Rhône megyében. Lakosainak száma 581 fő (2022. január 1.). Saint-Igny-de-Vers Aigueperse, Propières, Saint-Bonnet-des-Bruyères, Saint-Clément-de-Vers, Saint-Racho és Deux-Grosnes községekkel határos.

## Népesség
A település népessége az elmúlt években az alábbi módon változott:
| Lakosok száma | 600  | 594  | 603  | 582  | 577  | 566  | 556  | 568  | 581  |
|               | 2013 | 2015 | 2016 | 2017 | 2018 | 2019 | 2020 | 2021 | 2022 |